# Отварная рыба

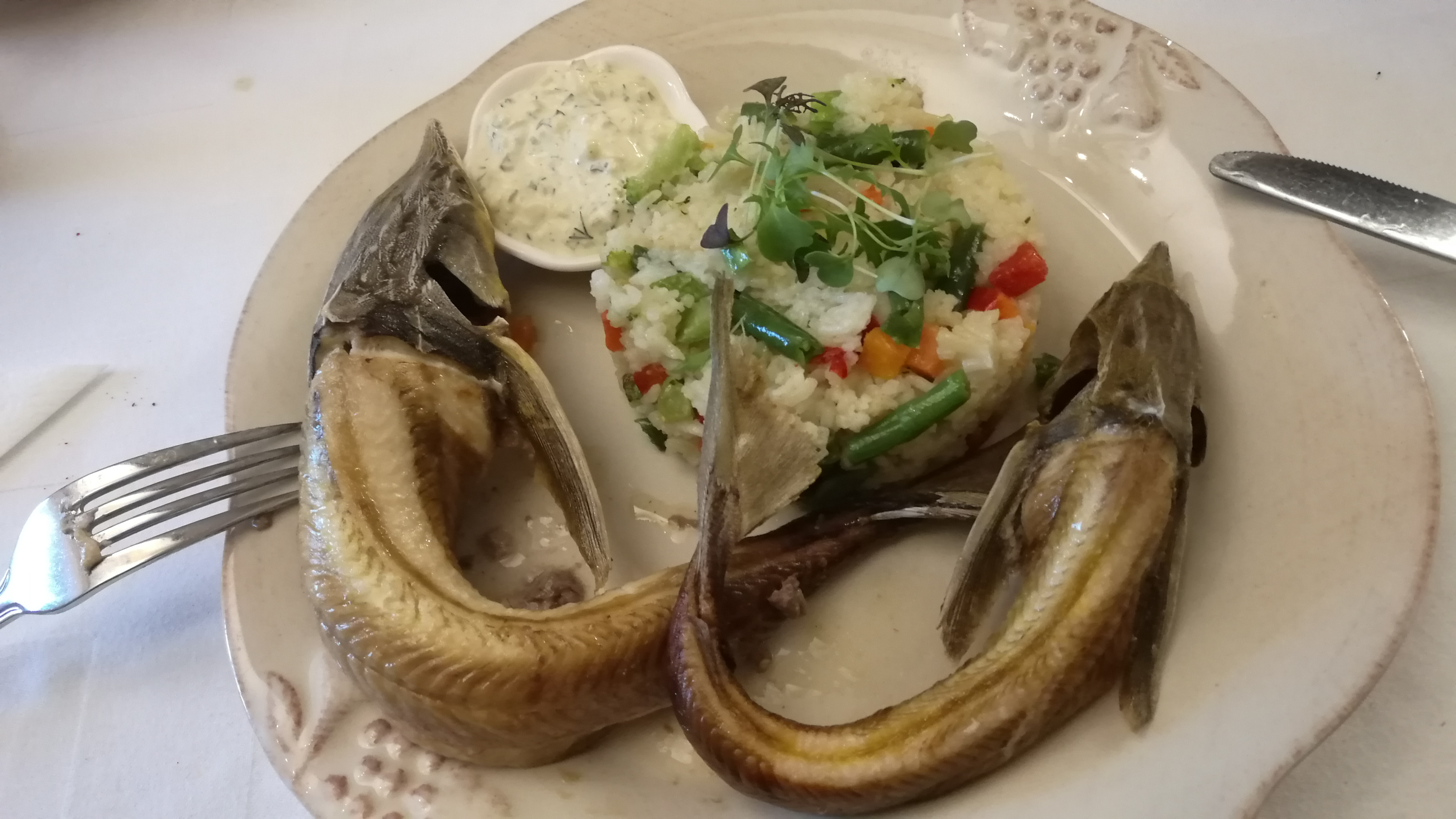
Отварная стерлядь, сервированная с рисом

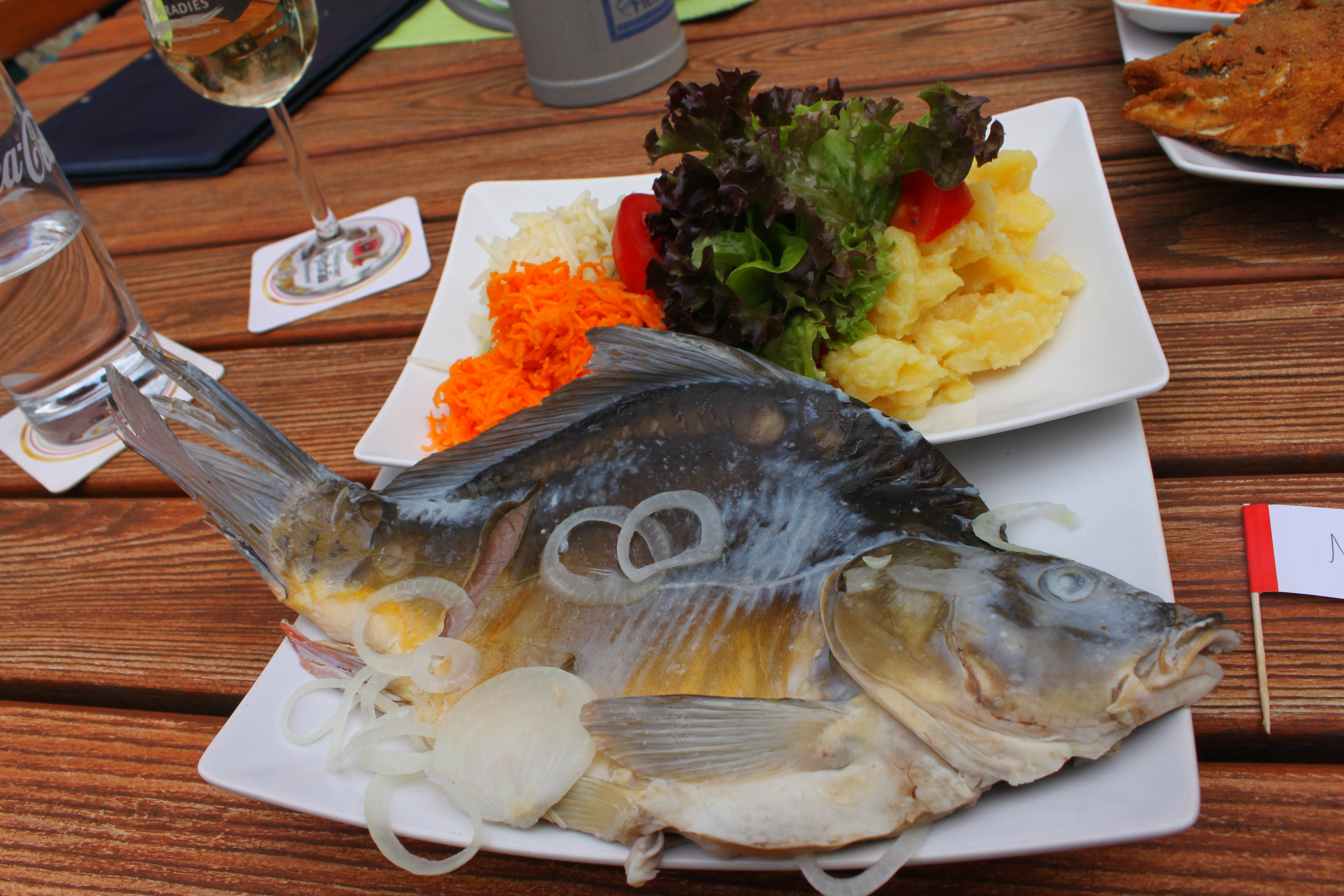
Голубой карп

— Однако перейдём к делу, — продолжал Даллас, взглянув на выжидательно стоявшего лакея. — Прежде всего, — внушительно продолжал он, — на закуску баклажанная икра с прованским маслом и зелёным лучком. [...] Эх, жалко, что нет скумбрии. [...] Вместо неё — камбала, конечно, отварная с картофелем. [...] Камбала свежая, как поцелуй молодой девушки. Сам нынче испробовал.
Отварна́я рыба — обобщённое название блюд из рыбы, приготовленных самым простым способом — варкой. Отварная рыба обладает прекрасными вкусовыми качествами и пищевой ценностью, она имеет нежную и мягкую консистенцию, легко усваивается организмом и предпочтительна в диетическом и детском питании. С отварной рыбой готовят закуски, её добавляют в салаты, сервируют под соусом и с гарниром как основное блюдо, в русской кухне отварной рыбой гарнируют супы, и не только рыбные: щи, солянку, ботвинью, окрошку, зелёный борщ.
В отварном виде готовят практически любую рыбу, лишь некоторые виды (карась, навага, вобла, минога, корюшка, карп) предпочтительнее жарить или запекать. Рыбу отваривают в кастрюлях с низкими бортами без крышки, сотейниках и глубоких противнях (в жарочном шкафу) в небольшом количестве воды или специального пряного навара-курбульона при слабом кипении или без кипения — пошированием при температуре 90 °C. Чем меньше воды берут для варки рыбы, тем вкуснее она получается. Рыба, приготовленная с добавлением масла в малом количестве жидкости — до трети высоты, называется припущенной и считается ещё вкуснее отварной. Полученный при варке концентрированный рыбный бульон используют для приготовления соусов или рыбных супов. Для ароматизации рыбу часто отваривают вместе с корнеплодами (морковью, петрушкой), репчатым луком, приправляют специями (перцем, лавровым листом). Чтобы избавиться от специфического запаха некоторых видов рыбы (трески, камбалы, сома, щуки), в воду добавляют огуречный рассол или кожицу солёных огурцов. Рыба, варенная в рассоле, получается также более мягкой и нежной. Карпа отваривают с уксусом, который в значительной степени ослабляет специфический запах и вкус, а рыба приобретает голубую окраску кожи. Ради голубого цвета с уксусом готовят и форель. Рыбу отваривают целиком, одним большим куском или нарезанной на порционные кусочки, в первом случае продукт кладут для варки в холодную воду, во втором — в кипящую: если рыбные куски опустить в холодную воду, из них в процессе варки выйдет весь сок, а цельная рыба, попав в кипяток, сжимается и деформируется. Рыбу нарезают порционно с кожей и рёберными костями или без них из пластованной рыбы либо «кругляшом» от целой рыбы. Во избежание деформации рыбных кусков на коже делают несколько надрезов.
Продолжительность процесса варки рыбы в больших кусках не превышает полутора часов. Осетровую рыбу предпочтительнее варить одним куском — звеном и разрезать на порции перед подачей на стол. Для варки целиком и больших кусков рыбы используется «коробина» — рыбный котёл удлинённой формы со съёмной решёткой внутри, которая позволяет предотвратить перегревание рыбы при варке. Для сохранения формы целые рыбные тушки, предназначенные для банкетных и заказных блюд или кулинарных выставок, перевязывают и привязывают шпагатом в нескольких местах и кладут на решётку рыбного котла брюшком вниз. В отсутствие рыбного котла Е. И. Молоховец рекомендовала варить крупную цельную рыбу в кастрюле, предварительно зашив её в салфетку и осторожно согнув. Солёную рыбу перед варкой вымачивают. Филе судака, леща, трески также отваривают завернутым в пергаменте с маслом, овощами и зеленью по принципу папильот. В пищевой плёнке и связанной шпагатом отваривают целые тушки фаршированной рыбы.
Блюда из отварной рыбы очень распространены в традиционной русской кухне. Рыба, которую раньше готовили длительной варкой, называлась «разварной». Рыбу отваривали в большом количестве соли или огуречном рассоле, такое блюдо называлось «разсольным». В качестве второго блюда отварную рыбу подают с гарниром: в горячем виде — под белым, раковым, сметанным, томатным, горчичным или польским соусом, с коричневым маслом или хрен с уксусом и отварным картофелем, картофельным пюре или овощным рагу, иногда блюдо дополняют целым варёным раком. В холодном виде к отварной рыбе сервируют винегрет, зелёный, картофельный или капустный салат или маринованные овощи. Порционные куски рыбы кладут на индивидуальную тарелку кожей вверх, соусы подают в некоторых случаях отдельно в соусниках. В русских ресторанных традициях отварную рыбу подают в подогретых мелких тарелках или овальных баранчиках.
В польской кухне отварную рыбу традиционно гарнируют с растопленным сливочным маслом и посыпают нарубленными варёными яйцами и зеленью. В грузинской кухне отварную рыбу (судака или сома) готовят по два куска на порцию и подают со свежей зеленью и отдельно ткемалевым, ореховым соусом или киндзмари (кинза с уксусом). Свежую форель, только что пойманную в реке Храми, бросают живой в кипящую воду. Готовую рыбу «цоцхали» вынимают застывшей в самых причудливых позах, на стол подают охлаждённой с соусами ткемали, баже и киндзмари. В молдавской кухне отварную рыбу подают под традиционным чесночным соусом муждей. Отварной угорь в зелёном соусе — классическое блюдо берлинской кухни.
В «Дэвиде Копперфильде» Ч. Диккенс упоминает роскошный обед с «варёной камбалой с топлёным маслом и картошкой». На табльдоте у доктора Самойленко в «Дуэли» А. П. Чехова подают отварных кефалей с польским соусом. В Шахматове, по воспоминаниям М. А. Бекетовой, тётки А. А. Блока, часто готовили отварную лососину под соусом из шампиньонов. Е. Н. Водовозова в автобиографическом сочинении «На заре жизни» вспоминает, что в годы обучения в Смольном институте в пост на обед на второе подавали отварную рыбу, которую благородные девицы именовали «мертвечиной».